# Nowa (rejon brasławski)
Nowa (biał. Новая; ros. Новая) – wieś na Białorusi, w obwodzie witebskim, w rejonie brasławskim, w sielsowiecie Opsa.
Dawniej Nowa Wieś.

## Historia
W czasach zaborów w granicach Imperium Rosyjskiego.
W latach 1921–1945 wieś leżała w Polsce, w województwie nowogródzkim (od 1926 w województwie wileńskim), w powiecie brasławskim, w gminie Opsa.
Według Powszechnego Spisu Ludności z 1921 roku zamieszkiwało tu 113 osób, 104 były wyznania rzymskokatolickiego a 9 mojżeszowego. Jednocześnie wszyscy mieszkańcy zadeklarowali polską przynależność narodową. Było tu 23 budynki mieszkalne. W 1931 w 24 domach zamieszkiwało 107 osób.
Wierni należeli do parafii rzymskokatolickiej św. Jakuba Apostoła w Opsie. Miejscowość podlegała pod Sąd Grodzki w Opsie i Okręgowy w Wilnie; właściwy urząd pocztowy mieścił się w Opsie.